# Herpetopoma bella
Herpetopoma bella är en snäckart som först beskrevs av Hutton 1873.  Herpetopoma bella ingår i släktet Herpetopoma och familjen pärlemorsnäckor. Inga underarter finns listade i Catalogue of Life.